# La Victoria (Texas)
La Victoria és una concentració de població designada pel cens dels Estats Units a l'estat de Texas. Segons el cens del 2000 tenia 1.683 habitants.

## Demografia
Segons el cens del 2000, La Victoria tenia 1.683 habitants, 423 habitatges, i 401 famílies. La densitat de població era de 178,5 habitants/km².
Dels 423 habitatges en un 63,4% hi vivien nens de menys de 18 anys, en un 82,3% hi vivien parelles casades, en un 9,5% dones solteres, i en un 5% no eren unitats familiars. En el 4,3% dels habitatges hi vivien persones soles l'1,2% de les quals corresponia a persones de 65 anys o més que vivien soles. El nombre mitjà de persones vivint en cada habitatge era de 3,98 i el nombre mitjà de persones que vivien en cada família era de 4,1.
Per edats la població es repartia de la següent manera: un 39,2% tenia menys de 18 anys, un 10,8% entre 18 i 24, un 29,8% entre 25 i 44, un 15,4% de 45 a 60 i un 4,8% 65 anys o més.
L'edat mediana era de 25 anys. Per cada 100 dones de 18 o més anys hi havia 97,9 homes.
La renda mediana per habitatge era de 21.723 $ i la renda mediana per família de 22.708 $. Els homes tenien una renda mediana de 16.667 $ mentre que les dones 15.500 $. La renda per capita de la població era de 5.733 $. Aproximadament el 39,6% de les famílies i el 41,5% de la població estaven per davall del llindar de pobresa.

## Poblacions més properes
El següent diagrama mostra les poblacions més properes.